# Exetastes lucifer
Exetastes lucifer är en stekelart som beskrevs av Morley 1913. Exetastes lucifer ingår i släktet Exetastes och familjen brokparasitsteklar. Inga underarter finns listade i Catalogue of Life.